# Ursulakapel

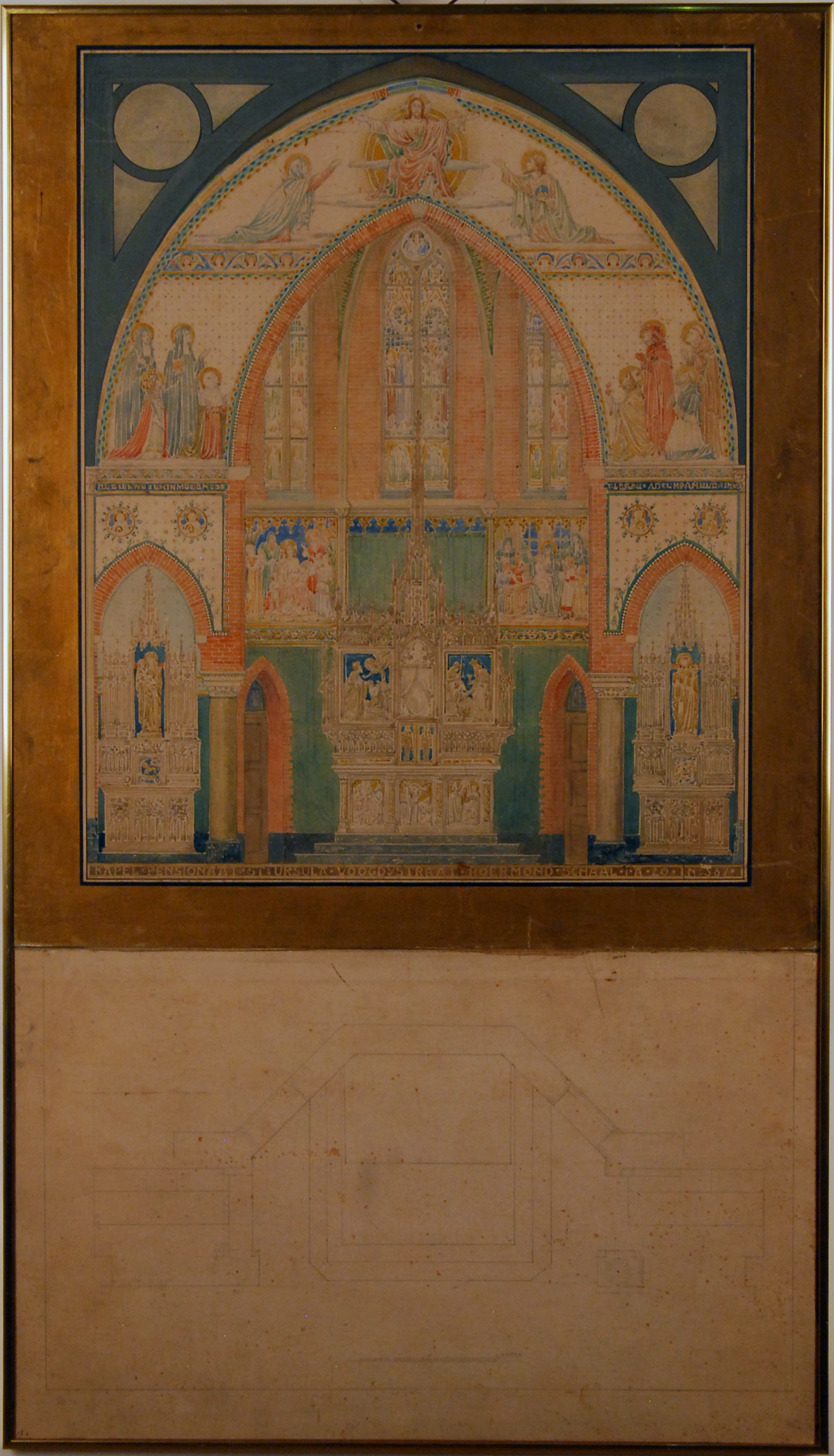
Ontwerp voor het interieur

De Ursulakapel is de kapel van het voormalige Sint-Ursulaklooster, gelegen aan Voogdijstraat 24 te Roermond.

## Geschiedenis
Nadat de Ursulinen in 1797 door de Fransen verdreven waren, vestigden ze zich in 1852 opnieuw in Roermond. Toen werd Het Zedelijk Ligchaam Sint Ursula opgericht, met als doel onderwijs aan meisjes te verzorgen. Dit Ligchaam vormde het bestuur van de door de Ursulinen gestichte scholen, aanvankelijk een Lagere School en een MULO. Tevens kwam er een internaat.
In 1919 werd het onderwijs uitgebreid met een katholieke HBS-B voor meisjes, toen de derde in Nederland. In 1937 kwam er tevens een MMS en in 1947 een Gymnasium. De school werd sindsdien Sint-Ursulalyceum genoemd.
In 1968 bracht de Mammoetwet aanzienlijke veranderingen, en in 1972 werd voor het eerst een leek als directeur aangesteld, terwijl de school sindsdien ook jongens en meisjes als leerling aannam. In 1975 verhuisde de school naar Horn.
Het klooster werd omstreeks 1980 gesloopt, met uitzondering van de kapel.

## Kapel
De kapel werd gebouwd in 1906 en architect was Jos Cuypers. Het betreft een neogotische driebeukige kapel gewijd aan het Heilig Hart van Jezus. De voorgevel toont dan ook, in een nis, een Heilig Hartbeeld. Deze gevel is ook voorzien van een glas-in-loodvenster. Ook de zijramen zijn van glas-in-lood voorzien. Boven de toegangsdeur is dan weer een reliëf dat de Heilige Ursula toont, die onderricht geeft. Op het oksaal hangt een Apocalypsraam (1962) van Gilles Franssen. De naam Ursulakapel ontstond pas in 1982, toen de Ursulinen al waren vertrokken.
De kapel had vroeger een neogotisch interieur en men keek uit op schoon metselwerk, ook bij de kruisgewelven. Tegenwoordig is het middenschip geheel wit gesausd, terwijl de zijbeuken nog het metselwerk tonen.
De kapel wordt tegenwoordig onder meer door een oecumenische jongerengroep gebruikt, en ook wordt deze gebruikt voor bijeenkomsten en dergelijke.